# Il giorno del cosmo
Il giorno del cosmo (Universe Day) è un romanzo di fantascienza dello scrittore statunitense Barry N. Malzberg pubblicato nel 1971, firmato con lo pseudonimo di K. M. O'Donnell. Il romanzo è un collage di racconti brevi, alcuni dei quali inediti e altri già pubblicati ma rielaborati per l'occasione; il filo conduttore dell'opera è l'esplorazione del sistema solare da parte dell'uomo e del suo difficile rapporto con i progressi tecnologici e con l'ignoto, il tutto raccontato con disincanto e umorismo nero.

## Storia editoriale
Il romanzo è stato firmato da Malzberg con lo pseudonimo di K. M. O'Donnell, da questi già utilizzato in altre occasioni; la traduzione italiana del romanzo, èdita nel 1979, porta in copertina il vero nome dell'autore.
L'opera si articola in capitoli, alcuni dei quali includono dei racconti brevi pubblicati in precedenza: Making Titan incluso nel primo capitolo, A Triptych nel secondo capitolo, There's Nothing Really Doing On the Moon inserito nel settimo capitolo, Pacem Est scritto con Kris Neville e ri-elaborato nel decimo capitolo, Elephants inserito nel tredicesimo capitolo, How I Take Their Measure e Things Are Breaking Down inclusi nel quattordicesimo capitolo. Il quarto capitolo tratta temi successivamente sviluppati nel romanzo The Falling Astronauts (dicembre 1971) dello stesso Malzberg.

## Trama
(Barry N. Malzberg, Il giorno del cosmo)

## Edizioni
- (EN) Barry N. Malzberg (firmato con lo pseudonimo di K. M. O'Donnell), Universe Day, 1ª ed., Avon Books, 1971.
- Barry N. Malzberg, Il giorno del cosmo, traduzione di Angela Campana, Collana Urania n.777, Mondadori, 1979,  p. 160.